# Jan Jeuring
Jan Jeuring (Enschede, 27 novembre 1947) è un ex calciatore olandese, di ruolo attaccante.

## Palmarès

### Club

#### Competizioni nazionali
- Coppa dei Paesi Bassi: 1

Twente: 1976-1977

### Individuale
- Capocannoniere della Coppa UEFA: 1

1972-1973 (12 gol)